# Attila Kovács (escrime)
Pour les articles homonymes, voir Kovács et Attila Kovács.
Attila Kovács est un sabreur hongrois né le 30 novembre 1939 à Budapest et mort le 11 novembre 2010.

## Carrière
Le sabreur hongrois, fils du sextuple champion olympique d'escrime Pál Kovács et frère de l'escrimeur Tamás Kovács, remporte le titre mondial par équipe en 1966 et en 1973. Il participe aussi aux Jeux olympiques d'été de 1964 à Tokyo.

## Palmarès
- Médaille d'or en sabre par équipe aux Championnats du monde d'escrime 1966 à Moscou
- Médaille d'or en sabre par équipe aux Championnats du monde d'escrime 1973 à Göteborg
- Médaille d'argent en sabre par équipe aux Championnats du monde d'escrime 1967 à Montréal
- Médaille de bronze en sabre par équipe aux Championnats du monde d'escrime 1963 à Gdańsk
- Médaille de bronze en sabre par équipe aux Championnats du monde d'escrime 1969 à La Havane
- Médaille de bronze en sabre par équipe aux Championnats du monde d'escrime 1974 à Grenoble